# Zakria Rezai
Zakria Rezai (sinh ngày 29 tháng 7 năm 1989) là một cầu thủ bóng đá người Afghanistan thi đấu cho Ordu Kabul F.C. từ Afghanistan. Anh cũng là thành viên của Đội tuyển bóng đá quốc gia Afghanistan, và có 9 lần ra sân. Anh mang áo số 14 và thi đấu ở vị trí trung vệ.

## Sự nghiệp
Rezai thi đấu cho Afghanistan ở Vòng loại Cúp Challenge AFC 2012.